# Course de la Paix 1969
La Course de la Paix 1969, 22e édition de cette compétition cycliste, a été courue sur le parcours Varsovie – Berlin, du 12 mai au 25 mai 1969. Disputée 9 mois après l'invasion de la Tchécoslovaquie par les troupes soviétiques et leurs alliées du Pacte de Varsovie, elle dut se limiter aux seuls territoires de la Pologne et de l'Allemagne de l'Est, du fait du refus de la Fédération cycliste tchécoslovaque, d'organiser la course sous les bottes des « normalisateurs ». Le journal Rudé Právo toutefois restait parmi les organisateurs. Remportée pour la seconde fois par un coureur français, Jean-Pierre Danguillaume, l'épreuve révélait un champion, le Polonais Ryszard Szurkowski, deuxième du classement final.

## La course
Au départ de Varsovie, 14 équipes de 7 coureurs.
- Afrique : 2 équipes, Algérie, Maroc.
- Amérique : 1 équipe, le Mexique.
- Europe occidentale : Belgique, Danemark, Finlande, France
- Europe de l'Est : Bulgarie, Hongrie, Roumanie, Union soviétique, Pologne, RDA, Yougoslavie.

Aucune équipe tchécoslovaque n'est au départ de la XXIIe Course de la Paix, dont la distance totale est moindre que les éditions antérieures. Côté équipe de France, il avait été programmé depuis des mois que le leader de l'équipe serait le vainqueur de l'édition 1968 du Tour de l'Avenir, le champenois Jean-Pierre Boulard. Ce dernier est contraint de se désister. Jean-Pierre Danguillaume le remplace. Pourtant c'est avec une « étiquette » de « favori » dans le dos que le Tourangeau Danguillaume prend le départ à Varsovie. « Actuellement en grande condition physique, Danguillaume est un coureur qui s'adapte à tous les terrains. Sa volonté, sa clairvoyance en course seront ses atouts principaux » écrit le spécialiste de la « Paix », Émile Besson. Danguillaume venait en effet de remporter le Tour du Loir-et-Cher, où parmi ses principaux adversaires se trouvait un certain Ryszard Szurkowski. Le sélectionneur Robert Oubron aligne à ses côtés de très bons coureurs, qui le démontrent en remportant deux étapes. Daniel Ducreux, en particulier est un spécialiste des classiques. Il y a aussi l'ancien champion du monde Jacques Botherel, et le Mayennais Marcel Duchemin, déjà aguerri dans cette course. Face à eux, en l'absence des Italiens et des Hollandais, et avec l'atonie de l'équipe belge (qui engrange malgré tout 2 succès en fin de course), la course va marquer la montée en puissance des coureurs polonais, qui en 22 ans n'ont remporté la course qu'une seule fois. L'URSS, dont le capitaine de route est encore Gainan Saidschushin, 32 ans, renouvelle son équipe. Quant à l'équipe de la RDA, son « capitaine » Klaus Ampler approche la trentaine, et Axel Peschel, vainqueur sortant, n'est plus tout jeune.
La course va montrer la justesse de l'analyse, quant à Danguillaume, dont l'anniversaire coïncidait avec la fin de l'épreuve : 17e à Varsovie, 5e après 4 jours de course, 3e le 6e jour, deuxième le 8e jour, il s'empare du maillot jaune le soir de la 11e étape, un contre-la-montre (la course en comprenait 3, cette année-là) qu'il gagne en distançant Szurkowski de 2 min 53 s. Désormais, les 42 secondes qui séparent Danguillaume de Szurkowski sont l'objet de la course, ce qui permet à l'allemand Dieter Gonschorek de dégager de l'espace et de remporter une troisième étape.
Jean-Pierre Danguillaume fête ses 23 ans à Berlin. Plusieurs fois vainqueur d'étapes du Tour de France et de biens d'autres courses, sa victoire dans la Course de Paix lui a servi de « carte de visite » tout au long de sa carrière.

### Les étapes
| #  | Date   | Villes étapes                                   | km       | Vainqueur                | Leader                   |
| -- | ------ | ----------------------------------------------- | -------- | ------------------------ | ------------------------ |
| 1  | 12 mai | Circuit autour de Varsovie (POL)                | 112      | Zygmunt Hanusik          | Zygmunt Hanusik          |
| 2  | 13 mai | Varsovie (POL) - Lodz (POL)                     | 164      | Ryszard Szurkowski       | Ryszard Szurkowski       |
| 3  | 14 mai | Lodz (POL) - Piotrkow (POL)                     | 45 (clm) | Axel Peschel             | Axel Peschel             |
| 4  | 14 mai | Piotrkow (POL) - Gliwice (POL)                  | 158      | Dieter Mickein           | Manfred Dähne            |
| 5  | 15 mai | Kędzierzyn-Koźle (POL) - Wałbrzych (POL)        | 202      | Dieter Mickein           | Dieter Mickein           |
| 6  | 16 mai | Jakuszyce (POL) - Wroclaw (POL)                 | 250      | Dieter Gonschorek        | Ryszard Szurkowski       |
| 7  | 17 mai | Wroclaw (POL) - Poznań (POL)                    | 203      | Daniel Ducreux           | Ryszard Szurkowski       |
| 8  | 18 mai | Poznań (POL) - Zielona Gora (POL)               | 123      | Dieter Gonschorek        | Ryszard Szurkowski       |
| 9  | 20 mai | Zielona Gora (POL) - Swiebodzin (POL)           | 39 (clm) | Jan Magiera              | Ryszard Szurkowski       |
| 10 | 20 mai | Swiebodzin (POL) - Eisenhüttenstadt (RDA)       | 178      | Michel Roques            | Ryszard Szurkowski       |
| 11 | 21 mai | Wilhelm-Pieck-Stadt Guben (RDA) - Cottbus (RDA) | 58 (clm) | Jean-Pierre Danguillaume | Jean-Pierre Danguillaume |
| 12 | 22 mai | Cottbus (RDA) - Dresde (RDA)                    | 133      | Dieter Gonschorek        | Jean-Pierre Danguillaume |
| 13 | 23 mai | Dresde (RDA) - Gera (RDA)                       | 168      | Arthur Vandervijver      | Jean-Pierre Danguillaume |
| 14 | 24 mai | Circuit autour de Gera (RDA)                    | 90       | Willy Scheers            | Jean-Pierre Danguillaume |
| 15 | 25 mai | Leipzig (RDA) - Berlin (RDA)                    | 194      | Andrzej Blawdzin         | Jean-Pierre Danguillaume |

## Le classement général
|     | Cycliste                 | Équipe  |    | Temps            |
| --- | ------------------------ | ------- | -- | ---------------- |
| 1.  | Jean-Pierre Danguillaume | France  | en | 51 h 17 min 25 s |
| 2.  | Ryszard Szurkowski       | Pologne | +  | 42 s             |
| 3.  | Dieter Gonschorek        | RDA     |    | 1 min 58 s       |
| 4.  | Yuri Dmitriyev           | URSS    |    | 7 min 35 s       |
| 5.  | Dieter Mickein           | RDA     |    | 7 min 57 s       |
| 6.  | Klaus Ampler             | RDA     |    | 11 min 02 s      |
| 7.  | Charly Rouxel            | France  |    | 12 min 50 s      |
| 8.  | Andzrei Blawdzin         | Pologne |    | 13 min 41 s      |
| 9.  | Gainan Saidschushin      | URSS    |    | 13 min 59 s      |
| 10. | Axel Peschel             | RDA     |    | 14 min 12 s      |

## Les classements annexes

### Classement du plus combatif
|   | Cycliste           | Points |
| - | ------------------ | ------ |
| 1 | Yuri Dmitriyev     | 26     |
| 2 | Zygmunt Hanusik    | 25     |
| 3 | Arthur Vandevijver | 21     |

### Classement du meilleur grimpeur
|   | Cycliste            | Points |
| - | ------------------- | ------ |
| 1 | Dieter Gonschorek   | 15     |
| 2 | Gainan Saidschushin | 12     |
| 3 | Arthur Vandevijver  | 10     |

### Classement par équipes
|   | Équipe  | Temps                |
| - | ------- | -------------------- |
| 1 | RDA     | en 205 h 52 min 44 s |
| 2 | URSS    | + 20 min 51 s        |
| 3 | Pologne | + 21 min 54 s        |
| 4 | France  | + 36 min 05 s        |

Composition des équipes classées :
- RDA
  - Dieter Gonschorek, 25 ans, 3e
  - Dieter Mickein, 5e
  - Klaus Ampler, 29 ans, 6e
  - Axel Peschel, 27 ans, 10e
  - Bernd Knispel, 15e
  - Dieter Grabe, 18e
  - Manfred Dähne, 34e.
- France :
  - Jean-Pierre Danguillaume, 23 ans, 1er
  - Charly Rouxel, 21 ans, 7e
  - Jacques Botherel, 22 ans, 19e
  - Michel Roques, 23 ans, 24e
  - Daniel Ducreux, 22 ans, 28e
  - Gérard Besnard, 24 ans, 38e
  - Marcel Duchemin, 25 ans, abandon 5e étape.